# La Pobla de Vallbona
La Pobla de Vallbona és un municipi del País Valencià situat a la comarca del Camp de Túria.

## Geografia

### Localització
La Pobla de Vallbona està situada a 22 quilòmetres de la ciutat de València i s'hi accedix per l'autovia de Llíria. El terme municipal és de forma triangular i té una extensió de 33,10 kilòmetres quadrats. Forma part de la subcomarca de La Vallbona, que inclou els municipis que estan al nord de la ribera del riu Túria.

### Límits
La Pobla de Vallbona limita amb els termes municipals de Benaguasil, Bétera, l'Eliana, Llíria, Olocau, Riba-roja de Túria, Sant Antoni de Benaixeve i Serra.
El nucli urbà del municipi el conformen tres nuclis: la Vila o "El Poble" (com se l'anomena tradicionalment), Les Ventes i el Barri Sant Josep (tradicionalment anomenat Bario). Fora del nucli urbà hi trobem quatre zones amb les seues respectives urbanitzacións. En la zona nord trobem la Manguilla, la Lloma Larga, els Rancons, la Maquiva, els Aljubs, el Serrado, el Pouet, la Casablanca, Vistacalderona, el Mas de Ximenes i el Pla de la Cova. La zona sud comprèn: Cap de l'Horta, la Muntanyeta, el Camp de Túria, Sant Sebastià, Quatre Vents, el Gallipont i el Mas Nou. En la zona est se situen: l'Hornillo, el Barranquet, La Sima, Sant Llàtzer, Les Penyes, Nova Maravisa, Maravisa, Sant Martí, la Malladeta i la Lloma de Porret. Per acabar, en la zona oest: la Rascanya (o Montecolorado), Valentia, Residencial la Pobla i Montealto.

### Clima
La Pobla de Vallbona posseïx un clima típicament mediterrani. Es caracteritza per un clima suau, amb una temperatura mitjana anual de 17 °C. Els estius són càlids i els hiverns molt moderats. Durant els mesos hivernals la temperatura no sol estar per davall dels 10 °C. Les precipitacions són discretes, de 424 mm a l'any, i presenten el clàssic mínim estival mediterrani, amb dos màxims, un a la tardor (gota freda) i un altre a l'acabament de l'hivern i començament de la primavera.

Els valors climatològics de la Pobla de Vallbona es poden consultar en la pàgina web d'AVAMET. Són dades referides entre el període de referència 2018-2022 de l'observatori de l'AVAMET situat en el nucli urbà a 102 m.s.n.m i en la urbanització La Muntanyeta a 93 m.s.n.m. El rècord de temperatura màxima de la sèrie es registrà el dia 09-08-2019 amb 41,1°C. 

### Topografia
El terme està dividit, de nord a sud, en tres grans subunitats geomorfològiques: la septentrional, la central i la meridional. La subunitat septentrional queda delimitada
por la conca del Barranc del Carraixet. Es caracteritza per una ampla planura recoberta de sediments quaternaris, entre els que sotja El Tos Pelat, límit amb Llíria i Olocau, que constitueix el punt més elevat del terme amb els seus 225 m.s.n.m. La central arriba als 130 m.s.n.m, i està inclòs les partides de la Casablanca, els Aljubs i Les Ventes. La meridional correspon a la gran planura que s'estén fins als límits de Riba-roja de Túria.
A nivell estructural i geomorfològic, la Pobla de Vallbona s'ubica a la depressió prelitoral valenciana i, en concret, sobre la plataforma calcària Burjassot-Llíria, que adopta en conjunt una forma rectangular d'orientació ibera. Es tracta d'una estructura tabular escassament deformada, fracturada per falles de direcció ibèrica i en què hi ha una gran presència de materials al·luvials, com cants, graves i sorres dipositats per la dinàmica fluvial.

### Hidrografia
El principal exponent de la hidrologia del terme de la Pobla de Vallbona és el barranc del Carraixet, conegut en aquest tram com a barranc d'Olocau. Discorre pel sector septentrional del municipi durant aproximadament 1.900 metres. Es tracta de un curs que no presenta cabals durant la majoria de l'any. El sector meridional queda enclavat dins de la influència del riu Túria, el curs del qual no discorre pel terme en cap tram, però rep directament els tributaris de la meitat sud del municipi. És al migdia del municipi on resideix una densa xarxa de sequiatge, que prenen cabal del propi riu Túria per bonificar l'espai de més riquesa agrícola del terme. Així mateix, les séquies actuen
com a col·lector de les aigües procedents dels espais confrontants més elevades. La Pobla de Vallbona està localitzada sobre la divisòria situada entre els aqüífers 51 i 53, les característiques dels quals són les següents:
-Aqüífer 51 o aqüífer de la Plana de València. És un aqüífer costaner de materials detrítics, que s'alimenta per les aportacions dels aqüífers calcaris circumdants, la infiltració de les aigües de regadiu i la infiltració de l'aigua pluvial.
-Aqüífer 53 o aqüífer del Túria Mitjà. Està representat pel subsistema Llíria-Casinos, que s'aprovisiona a través de la infiltració de les precipitacions de la Serra d'Alcublas, de les pluges recollides a la seva pròpia superfície i dels excedents dels regs agrícoles emplaçats als terrenys circumdants.
Altre aspecte important és el gran entramat de séquies que tracen La Vallbona de sud a nord des de l'època musulmana i que les noves retolacions de terres cristianes augmentar i afegiren nous canals de reg del riu Túria. Pel que respecte al terme municipal de la Pobla de Vallbona hi ha quatre grans séquies que circulen d'oest a est: la séquia de l'Agutzil, la séquia del Campes, la séquia Primera, la séquia Major i la séquia Granotera. Totes aquestes es completarien amb els seus corresponent braçals.

## Topònim
Existeix una llegenda inventada pel cronista local Vicent Llavata Pitarch que escriu en el seu llibre sobre la història del municipi que quan Jaume I arribà a les immediacions de la vall va dir: «Quina vall més bona per a un poblament!». Aquesta tradició queda totalment descartada actualment, ja que s'han realitzat diverses investigacions per a determinar el moment exacte de l'ús del topònim. Segons diu Joan Bell-lloc, investigador de Benaguasil, el topònim Pobla de Vallbona apareix després de la conquista cristiana dels territoris musulmans per part de Jaume I, ja que el nom de la Pobla de Vallbona no apareix en el Llibre del Repartiment.
El nom de la Pobla de Vallbona està molt arrelat a la xicoteta comunitat de cristians de Benaguasil. Els darrers anys del regnat de Jaume I es van veure enterbolits per les revoltes sarraïnes encapçalades per Al-Azraq, uns fets que acabaren el 1276, tot coincidint amb la mort de Jaume I i l'ascens al tron del seu fill Pere el Gran. Durant aquestes revoltes, sembla que Benaguasil participà molt activament en els aldarulls subversius i que els revoltats arribaren a atacar, fins i tot, els castells de Llíria. En aquestes circumstàncies, podem imaginar que la situació dels cristians, dins els murs de Benaguasil, no degué ser bona.
Així doncs, alguns repobladors cristians comencen a abandonar Benaguasil i s'instal·len a poc més de 2 kilòmetres de distància. Les noves cases agrupades portarien el nom de "Vallbona". La primera notícia del nom és del 27 d'abril del 1282, conservat a l'Arxiu de la Corona d'Aragó (Reg. 46, fol. 84 vº) (referència) arran de la construcció del camí que anava cap a Llíria. No obstant això, amb la vinculació dels senyors de Benaguasil amb la casa nobiliària dels Luna el nom passà a dir-se "Pobla de Benaguasil" entre 1304 i 1382. Hagueren de passar huit dècades perquè el topònim "Vallbona" es recuperara de la mà de Maria de Luna i l'infant Martí l'Humà. El 20 de maig del 1382 se signaven a València uns capítols de poblament entre els senyors territorials i la Universitat de la Pobla en què es regulaven diversos aspectes de la vida local. Fou en aquella carta pobla quan s'esmenta "Popule Vallis Bonae".

## Escut heràldic
La Pobla de Vallbona va ser un lloc de senyoria i, fins que estes van ser abolides l'any 1811, l'escut de la Pobla degué ser el de les distintes cases senyorials que en detingueren la jurisdicció. Per evitar els fraus i errades que es produïen en documents o autoritzacions de revistes militars davant els alcaldes de molts pobles, el 1848 el Ministeri de la Governació ordenà "el uso de Sello por los ayuntamientos". Fou llavors quan la vila adoptà el que fins a l'any 1975 havia fet servir i és el comú, amb algunes variants, de tots els pobles i llocs que no en tenien.
Antigament, l'escut tenia forma de lira musical envoltada d'una branca de llorer i una orla amb la llegenda "Municipalidad de Puebla de Vallbona". L'interior estava dividit en quatre parts i hi figuraven 2 lleons rampants i 2 castells alternativament. Estava coronat per la corona reial oberta, pròpia dels reis de la casa d'Aragó.
En 1975 l'Ajuntament va decidir adoptar un escut municipal privatiu amb característiques pròpies de la vila.
L'escut està dividit en tres parts: en la superior sobre fons daurat (per pertànyer a l'emblema del rei) estan les quatre barres d'Aragó ("els insignes pals d'Aragó") que demostren que la Pobla en l'origen i assentament com a localitat va estar establida a usos, furs i costums d'Aragó.
A partir d'ací l'escut està dividit simètricament en dos parts: en el primer sobre fons de plata, veiem 3 moreres de sinople (en heràldica el sinople és el color que en pintura es representa per verd). Triar les moreres com a motiu heràldic i peculiar de la Pobla obeïx a la profusió d'este arbratge en el terme de la Vila. El 1791 Antoni Josep Cavanilles i Palop en el seu llibre "Observacions sobre la Història Natural, Geografia i Agricultura, Població i fruits del Regne de València" va consignar el següent: "Hi ha porcions considerables conreades, especialment en les proximitats de la Pobla, la qual a certa distància s'oferix com un bosc de moreres". Un altre autor assegura que la plantació era tan atapeïda que sense descendir de les moreres es podia recórrer tota l'horta del terme de la Pobla.
En la segona part, sobre fons blau, veiem un caseriu d'argent. El color blau en Heràldica indica lleialtat; per això el caseriu que fa referència al nom de Pobla es troba sobre el que poguera ser la nota característica dels poblans: la fidelitat.
Finalment, timbra l'escut la corona reial tancada.

## La independència de l'Eliana
La primera independència va esdevindre en l'època republicana, entre 1936-39, el municipi de l'Eliana va fruir de total independència de la Pobla de Vallbona i es va publicar eixe esdeveniment en el BOE. Però eixa emancipació durarà escassos tres anys quan la guerra civil acabe, aleshores tornarà sota dependència de la Pobla. En 1955, la població del municipi es torna a reunir amb l'alcalde de la pedania, Secundino Blat Murgui per a demanar de nou la segregació, ja que el canvi produït en els estatuts de les entitats locals es veu una certa esperança. Així en el 21 de febrer de 1958, s'aconseguix per fi la independència definitiva, per la votació produïda pel canvi d'ajuntament de la Pobla de Vallbona per simpatitzants de Falange Española Tradicionalista y de las JONS, junt l'ajuda burocràtica del General Enrique Pastor en la tramitació de l'expedient, així essent l'últim alcalde de la pedania i primer alcalde reconegut (en realitat seria el tercer alcalde), Enrique Daries. En l'actualitat hi ha certa polèmica, ja que hi ha gent que conta la independència del municipi des de l'any 1937 i altres des de l'any 1958.

## Història

### Època Antiga
En els termes municipals de les localitats de Llíria, Benaguasil i la Pobla de Vallbona és cert que en època romana sobre l'enclavament territorial d'estos termes van ocórrer successos notables i testimonis on es troba la vida quotidiana dels humans: poblats o habitatges integrats en la ciutat d'Edeta, assentada en el cim de Sant Miquel de Llíria.
L'historiador Gai Sal·lusti Crisp que en l'any 75 a.n.e., després de la disputa en el riu Sucro (Xúquer), Gneu Pompeu Magne i Quint Cecili Metel Pius es dirigiren cap a Laurona (Llíria), Sertori, a marxes forçades, arribava a Valentia, on a l'inici de la primavera, Marc Perpenna Ventó va ser derrotat, Herenni, lloctinent de Sertori va ser mort i la ciutat va ser presa i destruïda. Gneu Pompeu Magne i Quint Cecili Metelo, van acampar a un kilòmetre de Llíria, en l'anomenat “Pla del Pou”, terme de La Pobla de Vallbona. En assabentar-se Sertori, amb la finalitat de no donar-los treva ni repòs, va acudir amb la seua estratègia de mobilitat, i es va desencadenar una batalla. Sertori en l'ala dreta vencia completament a Pompeu, qui va perdre 6.000 homes. Metel, en canvi, va derrotar Perpenna, arribant Sertori a temps per a evitar un complet desastre. El vell Metel va salvar als seus, arribant a lluitar personalment i essent ferit. En arribar la nit, Sertori va voler sorprendre el campament de Metel, però no ho va aconseguir, pel que el combat va quedar en resultat incert, l'exèrcit de Sertori es va dispersar, ja per cansament, ja per la desmoralització dels ibers. Sertori es va retirar, segurament, a Sagunt.
En el terme de la Pobla de Vallbona s'han trobat vestigis fins època romana, com són algunes monedes i, al costat de la carretera de València, en el kilòmetre 21, en uns camps de la partida de la Rascanya, on es troben ceràmiques abundants. S'iniciaren unes obres de prospecció on un senyor, anomenat Montañana, va recollir sigil·lata hispànica, abundant fragments de vaixelles, un pondus i un taulell romboïdal. Les tasques realitzades de rompuda de terres per a transformació de secà en regadiu destruïren els fonaments d'antigues construccions. Probablement es tractés d'alguna vil·la romana. Un dels descobriments més importants en 1965 va ser realitzada per Enrique Pla, que va realitzar una altra visita, trobant una espècie de pila de pedra. Existixen també vestigis d'un llarg aqüeducte que, procedent de Benaguasil, es dirigix, després de travessar el terme de la Pobla, cap a Paterna segons alguns autors, i segons altres cap a Bétera.
Per altra part, pel que fa a l'epigrafia està representada per dues làpides romanes procedents de l'església de Sant Jaume Apòstol. Inscripció funerària. Gaspar Escolano la situa en «la Puebla de Benaguazil», actualment Pobla de Vallbona. Diago, precisant més diu: «a las espaldas de la Iglesia, detrás del altar mayor». Segons Escolano, la inscripció estava «quebrada y comidas muchas letras». Però probablement té raó Diago en afirmar, referint-se a Escolano, «no vio este epitafio cierto moderno, sino que lo assentó de la propia suerte que se lo remitió algún amigo suyo, que como poco diestro, no acertó...». Desapareguda doncs la inscripció de la parròquia.
D(is).M(anibus) / Liciniae Vetustae / L(ucius)*Caecilius Nicander uxori optimae Traducció: Als déus Manes, Luci Cecil·li Nicandre, a Licinia Vetusta, la seua òptima muller. Variants: [----] / [----] LICINIAE / V[---]VI[---]S / L.CAECILIVS / NICANOR / VXORI / OPTIMAE (Escolano); 2 VICVMIAE (Diago). Esta Licinia Vetusta és, sens dubte, la mateixa que figura com dedicant en una inscripció apareguda a Llíria. El gentilici Caecilius és un dels més corrents en l'àreea de Llíria 12. El cognom en grec Nicander constituïx un hàpax en la península Ibèrica, però era ben conegut en altres parts de l'Imperi Romà, sobretot entre esclaus i lliberts. Es tracta, sens dubte, d'un matrimoni de lliberts. Molts dels Licinü i dels Caecilii de Llíria eren d'origen servil. Si escassos són les restes o vestigis que prestigien l'antiguitat de la Pobla de Vallbona, són suficients per a demostrar que l'època romana en este enclavament del terme de la Pobla van habitar algunes famílies possiblement serfs a les qüestions agrícoles que depenien de la ciutat d'Edeta.

### Època Medieval
Tot i que la constitució i fundació de la Pobla de Vallbona, data d'alguns anys després de la Reconquesta (1229-1239), quan el rei Jaume I va implantar el cristianisme entre la població jueva i àrab que és la que poblava en eixe moment el Regne de València, al terme municipal s'han trobat algunes restes com ara monedes, làpides i restes d'un aqüeducte d'una època anterior: la romana, en la qual, la població seria un enclavament on habitarien famílies, possiblement serfs que es dedicarien a les labors agrícoles.
La primera població, data del segle xiii, es va assentar en terme de Benaguasil i estava format per cristians nous procedents d'esta població i que reclamaven un establiment allunyat del dels àrabs. Per això el senyor de Benaguasil va haver d'establir un poblat nou amb termes i possessions propis i també jurisdicció separada de Benaguasil, encara que radicada en el seu terme. La vida de la Pobla de Vallbona, durant la primera centúria d'existència, es presenta embolicada en una discreta penombra, que a penes aconseguix dissipar l'escassa llum d'alguns documents que d'una manera directa o per referències la citen.
Documentalment sabem que la Pobla pertanyia a la senyora Sancha Fernández, filla de Rodrigo Díaz, primer senyor de la Pobla, la qual es va casar amb el senyor Jaume Pérez, fill del Rei Conquistador. En morir Jaume Pérez, la seua filla, Constança es va casar amb Rodrigo de Luna, emparentat amb la poderosa família dels Luna, que van passar a ser senyors de Sogorb i de la baronia de la Pobla, denominació amb la qual van romandre fins a l'any 1382 quan l'infant Martí l'Humà, es va casar amb la senyora Maria de Luna, senyora de Sogorb. Durant el segle xiv, en plena època medieval, es va construir en la Pobla, igual que en moltes altres poblacions, un sistema defensiu de muralles per protegir així el territori de possibles invasions.
Actualment, encara poden apreciar-se alguns vestigis de la muralla que en alguns llocs tenia una amplària d'un metre, de fet es conserva un escut heràldic amb les barres d'Aragó que ostenta la llegenda "Salvaguardia Real" que bé poguera procedir de l'antiga muralla i possiblement estiguera col·locat en el frontis del portal principal. La demolició de les muralles va haver d'efectuar-se a finals del segle xix.
Les darreres dècades del segle xiv i primeres del XV són de summa importància, ja que la vida de la població creix, es desenvolupa i adquirix un vigor i una personalitat tal que amb el temps fins i tot la mateixa església de Benaguasil va dependre de la parroquial de sant Jaume de la Pobla.
Data fonamental per a la historiografia de la Pobla és la del 20 de maig de 1382. Potser a causa de les guerres de la Unió i de Castella o a les pestes que per estes dècades van assotar a la regió, alguna de les quals van delmar considerablement les poblacions, la veritat és que la Pobla va tindre necessitat d'un nou repoblament, que va revitalitzar la vida ciutadana de tal manera, que anys després, en 1427, tenia 800 veïns. Això va donar motiu a què els infants consorts Martí i Maria de Luna constituïren la Pobla com a vila privilegiada i confirmada en els Furs d'Aragó.
Després de la celebració del Compromís de Casp celebrat en 1412 i en el qual els representants designats pels parlamentaris de València, Aragó i Catalunya havien de triar el rei de la Corona d'Aragó, ja que Martí l'Humà va morir el 1410 sense successió, va ser proclamat rei Ferran d'Antequera, mentre que al senyor Fadrique, fill il·legítim de Martí, li van ser reconeguts els seus drets sobre la possessió del comtat de Luna i, per tant, com a senyor de la baronia de la Pobla. El 1430, el senyor Frederic de Luna se subleva i després de ser derrotat, es refugia a Castella, on mor tràgicament; d'ací que el rei Alfons V el Magnànim, per premiar els servicis que tant a la península com a Nàpols li havia prestat el seu germà l'infant Enrique, va expedir el 1436 un privilegi amb què li feia donació perpètua per a si i els seus descendents de la Pobla, i el va autoritzar perquè poguera redimir tal lloc de la venda o empenyorament celebrat amb la ciutat de València.

### Època Moderna

#### Revolta de les Germanies
Les Germanies van ser un moviment social, d'origen popular, dirigit contra els privilegiats de les classes altes. Un dels factors va ser el religiós, on els nobles, per a la seua defensa es van valdre dels braços dels seus vassalls mudejars, fet que va donar lloc al fet que part del baix clergat intervingues a favor de les germanies, proclamant la guerra santa contra el mahometisme, acusant als nobles de simpatitzar amb la religió de l'Islam. L'esplendor tardomedieval valencià fou aprofitada per l'oligarquia urbana, en el sentit que van excloure les classes populars del poder polític i dels beneficis econòmics del creixement. D'altra banda, s'establí una forta competència sobre les estructures gremials per part de les mercaderies importades i dels mercaders que encomanaven directament la manufactura a treballadors poc qualificats. Eixe fet, no sols trencava el monopoli gremial sobre la manufactura, sinó que provocava una superproducció, una baixada global de la productivitat, una disminució en la qualitat dels productes i una inflació de mestres. Tot plegat, coartava les expectatives de guany i de promoció, així com consolidava els desnivells patrimonials i la pauperització de la majoria. Dins d'este context, començaren a crear-se unes tensions al si dels diferents gremis i corporacions, que, a poc a poc, s'estengueren a tota la societat.
Una carta reial reconeixia el dret dels menestrals a elegir dos jurats; i la Junta dels Tretze va presentar candidatura, no per dos jurats, sinó per als setze que calia elegir-se, i va guanyar la votació. La negativa del Virrei de València a reconèixer als elegits feu que el que fins aleshores havia estat controvèrsia i protesta, es transformaria en lluita armada, el que s'anomena revolta. A exemple del que estava passant en la capital, a València, de seguida van sortir els problemes i aldarulls, reivindicacions i alçaments en les tres localitats de Llíria, la Pobla de Vallbona i Benaguasil. En Llíria contra les ingerències de don Luis de Cavanilles a través de Benissanó, d'on era senyor; i entre la Pobla i Benaguasil sorgiren disputes per qüestió de l'aigua.
Derrotats els agermanats en ambdós fronts, es va donar principi a les responsabilitats, les confiscacions, les composicions i tota una sèrie de seqüeles que sobre els veïns carrejaren les disputes. En les diverses llistes d'execucions, proscrits o fugitius i compostos, no s'ha trobat cap veí de La Pobla de Vallbona, però sí que va ser multada amb 950 ducats, segons consta el Mestre Racional de València, i segons l'historiador Martí de Viciana en 887 lliures.
La Pobla comptava amb 150 famílies cap a la darreria del segle xvi, però l'expulsió dels moriscs dels pobles veïns l'any 1609 va causar trasllats a les cases i terres abandonades, amb la qual cosa la seua població va quedar reduïda a 70 famílies l'any 1646; fins i tot, la reculada demogràfica continuava al principi del segle xviii, ja que l'any 1713 havia minvat a 60 famílies.

### Època Contemporània

#### Guerra del Francès
Ja en el segle xviii, el 1793 va esclatar en la ciutat de València un motí contra els francesos, motí que també va arribar a la Pobla, en el qual molts francesos o afrancesats van ser morts o tirats als pous negres de les cases. Precisament va ser esta batalla entre les tropes espanyoles contra les franceses i que es va alliberar en la part nord de la població la que va motivar la destrucció quasi total de l'ermita de Sant Sebastià que va haver de ser reconstruïda novament alguns anys després. Al començament del segle xix, la Guerra del Francés va conservar una bona part el caràcter de lluita antinsenyorial. Ens han arribat als nostres dies matances de francesos i d'afrancesats en la població, ja que es devia que molts d'ells foren morts i llançats als pous negres de les cases. La consulta d'alguns llibres parroquials sobre defuncions i soterraments s'ha pogut comprovar que sí que va haver-hi alguns morts; van ser dels que no estaven aveïnats en la Vila, i menys que foren soterrats en ella, doncs al principi del segle xix, en la plena de la guerra contra els francesos, el moviment en els llibres de defuncions, que són normalment on quedava reflectida l'edat i el motiu de la defunció, així com el lloc de procedència del difunt.

#### Restauració
D'eixa època, poc sabem de la relació d'alcaldes de la població, l'únic alcalde que de moment que s'ha pogut localitzar ha estat Pascual Martí Cervera, qui va estar en el govern local durant els anys 1912 i 1914. L'altre alcalde de la Restauració borbònica que va ocupar govern va ser Augusto Danvila, qui l'any 1918 va ser elegit alcalde de la localitat i va perdurar fins a 1924, després va ocupar el càrrec de secretari i assessor jurídic del Sindicat de Regs de la població. Els grups que van constituir la base social del progressisme i republicanisme anaven a ser apaivagats pels partits governants, i el subproducte resultant, el blasquisme, va ser, ja en el segle xx, l'equivalent valencià del republicanisme radical madrileny. A la seua dreta, el moderantisme, i Teodor Llorente com a representant més important. Curiosament este polític i escriptor valencià posseïa una casa en La Pobla de Vallbona, La Casa Bernal. Els amos de la casa van ésser: Filomena Bernal Gutierrez i el poeta Teodor Llorente. Rosario Garcia i José Mestre s'encarregaven del manteniment de la casa i de les terres, eren arrendataris històrics. Els amos només venien en dades senyalades. El poeta Teodor Llorente organitzava reunions i tertúlies amb personatges coneguts de l'àmbit cultural de l'època. El primer cafè que va sorgir en Les Ventes va ser en 1913 en el Carrer Poeta Llorente. Este bar va ser construït per una societat de treballadors i es va anomenar vulgarment, “La Bocha”, on es reunien treballadors humils. Amb la unió d'aquella societat de treballadors van defendre els interessos respecte als propietaris terratinents de la Vila.
El caciquisme es va consolidar en Espanya durant la Restauració (1874-1923). Els cacics s'encarregaven de controlar els vots de totes les persones amb capacitat de vot de la seua localitat, amb la qual era la base de l'alternança política que la Restauració demandava. Els cacics eren persones amb poder econòmic, que compten amb un seguici (gent que treballaven per a ell) format per grups armats, capaços d'intimidar als seus veïns que saben que si les coses no transcorrien segons els desitjos del cacic podien sofrir mals físics. Principalment els terratinents o cacics més importants de la població els trobem amb Augustu Danvila i Teodor Llorente, els quals tenien privilegis sobre la gent, com per exemple el dret a regar les seues terres, furtaven l'aigua a altres poblacions perquè ells pogueren regar. Moltes voltes acollien gent que els feia costat i eren obligats a buscar adeptes perquè els votaren quan venien les eleccions, cas de Augusto Danvila qui va ser alcalde i també va ser assessor del Sindicat de Regs de la població.

### Segle XX

#### Segona República i Guerra Civil
Poc se sap sobre el començament de la República a La Pobla de Vallbona. El 9 d'abril de 1931 se celebraren actes d'afirmació republicana i conferències, en eixe context aquell dia acudia al Centre Republicà de la Pobla, l'advocat Enrique García Torres. El dia 10 d'abril es va celebrar un míting en el Centre Republicà de la Pobla on va participar l'advocat Leopoldo Pelechà. El republicanisme a La Pobla naix de la mà de José Domingo Pruñosa, senyoret de la Casa Nova qui va estar a prop de la figura més emblemàtica del valencianisme dels anys trenta, Blasco Ibáñez, amb el qual va compartir mítings i tertúlies en el Partit Unió Republicana Autonomista.
Parlant de les votacions o de les eleccions de 1931, no és clar, però segons testimonis la gent anava a votar a les escoles Colon, el que avui en dia és la Casa de la Cultura del poble. No tenim documents que verifiquen si hi hagué una bona participació o solament fou un focus aïllat, tampoc sabem si hi van guanyar els partits d'índole esquerrana o els partits de dreta. La manca de dades sobre esta època és deu al fet que l'any 1936 es va cremar l'Arxiu Municipal; no se sap del cert si algú intencionadament va calar foc als valuosos documents que contenia.
El Front Popular va marcar les eleccions de 1936, guanyades per esta coalició política de partits d'esquerra. Els partits d'esquerres que hi havia a La Pobla es va unir amb la coalició del Front Popular. L'alcalde escollit en les eleccions de 1936 va ser Federico Hurtado Nadal, va estar en el càrrec fins a 1937 quan es van posar en marxa els Consells Municipals que van tenir l'elecció de diversos alcaldes fins a 1939. Hem de dir que amb el colp d'estat del 18 de juliol es va desenvolupar una sangnant repressió contra els catòlics, dretans i falangistes. Van ser nombrosos els veïns assassinats en la repressió duta a terme. Es va crear un Comitè Revolucionari i molts dels membres van participar en assassinats i confiscacions de propietats..
Els actes d'anarquisme es van desenvolupar durant l'alçament fins finals de 1936, un seguit de personatges famosos anarquistes en la població van ocasionar danys en immobiliari de l'església de Santiago Apòstol, de l'ermita de Sant Sebastià, en l'església de la Santíssima Trinitat i Sant Josep, seguidament va desaparèixer tot els béns mobles de La Casa Blanca i de l'Ermita de Mas de Tous. Pel que fa als danys personals van ser importants. Els anarquistes van ser sabedors que l'església també recolzava l'alçament del general Franco, va causar en ells un odi emportant-se vides de diversos capellans del poble, membres de partits de dreta, així com Acció Catòlica, Falange i camperols de dreta.
La marxa de la guerra aconsellà traslladar la capital de la República a València al novembre de 1937: el govern s'instal·là al palau de Benicarló, i els ministeris ocuparen diversos palaus. La ciutat fou intensament bombardejada per aire i per mar, la qual cosa portà a la construcció de més de dos-cents refugis per a protegir la població. El 30 de març de 1939 València es rendí i les tropes sublevades van fer-hi la seua entrada. A la rendició de València s'ha d'afegir, doncs, que van arribar les tropes sublevades a la població i s'anaven instal·lant en cases que ells volien, donant als soldats sublevats que baixaven del front allotjament i alimentació perquè s'anaven a quedar per protegir el poble de possibles alçaments contra els nacionals.

#### Repressió franquista
La guerra havia acabat i el franquisme es va gestar en els anys quaranta. La repressió franquista va tenir desenes de milers de víctimes mortals durant la guerra civil i el període de postguerra fins a la mort del general Franco. La dictadura franquista va indissolublement unida a la repressió i a la violència política. Des del colp d'estat militar que va originar la Guerra Civil espanyola, l'acció del bàndol i posterior estat franquista va estar encaminada a eliminar i castigar les persones anomenades "desafectes". Les proclames a la violència frenètica de Emilio Mola Vidal, Sanjurjo, Queipo de Llano o Franco anunciaren les característiques intrínseques de la dictadura que s'imposaria amb la fi de la guerra civil. La mort i cruenta repressió duta a terme pels sublevats durant la Guerra Civil espanyola constituïren la base de la construcció d'un nou poder basat en l'exclusió i eliminació física i simbòlica de tota petjada republicana o esquerrana. La repressió va ser fruit d'una planificació freda i sistemàtica que pretenia anul·lar tot tipus d'oponent polític amb una violència calculada, freda i continua. L'objectiu no és altre que neutralitzar possibles discrepàncies per garantir una total dominació i control social fonamentats en el terror, la por i la passivitat. Les xifres aproximatives de víctimes mortals poden arribar, segons diferents estudis d'historiadors i de diferents associacions de memòria històrica, als 150.000 morts. A La Pobla de Vallbona les víctimes de la repressió van ser 40 els que van ser afusellats, el noranta-cinc per cent dels afusellats eren de la població. Alguns d'ells van protagonitzar les morts de persones de la dreta del poble, com eren alguns anarquistes, però principalment s'inclouen persones treballadores del camp afiliades a un partit. Hem de nomenar també als que van ser empresonats en les presons de València on allí eren jutjats i posteriorment afusellats. 26 dels afusellats es troben en una fosa comuna al cementeri de Llíria escenari de molts afusellaments; 12 afusellats es troben al cementeri de Paterna, on cada any es fa un homenatge a les 2.238 víctimes de la repressió; 3 estan en el Villar del Arzobispo.
Tant la gran part de les execucions, com les nombroses penes de presó foren dutes a terme amb consells de guerra i judicis sumaríssims. La proliferació i massificació de camps de concentració i de presons convertiren al sistema penitenciari en pedra angular d'un engranatge repressiu on no van faltar batallons de treballadors i un sistema de redempció de penes mitjançant treball forçat. És per això que la repressió i l'explotació laboral es complementaren. A més d'eixa repressió física, la repressió més econòmica i laboral, amb sancions econòmiques, pèrdues de béns, inhabilitacions o desterraments, s'atià especialment a partir de la Ley de Responsabilidades Políticas i els seus expedients. Altres cares de la repressió franquista s'observen tant en l'enorme xifra d'exiliats (per alguns estudis, marxaren més de 500.000 persones fugint de la dictadura i repressió franquista), en les marginacions i humiliacions sofrides per familiars de represaliats o en la indiscriminada repressió sobre la societat civil que tingué lloc en la conjuntura del maquis o guerrilla antifranquista. A més, cal no oblidar la repressió cultural i lingüística en zones amb llengua pròpia.

#### Transició Democràtica
La Transició Espanyola és el període històric en el qual es dona el procés pel qual Espanya deixa arrere el règim dictatorial del general Francisco Franco, passant a regir-se per una Constitució que consagrava un Estat social, democràtic i de Dret. Després de deixar enrere el període dictatorial a la Pobla de Vallbona es dona un fet que feia quasi quaranta que no es donava, des de la Segona República Espanyola, dotar d'una nova constitució a un ajuntament. En el saló d'actes de la Casa Consistorial de la Pobla de Vallbona, el dia 19 d'abril de 1979, es van reunir els senyors que al marge s'expressen, (eren 13), que havien resultat elegits consellers en les passades eleccions municipals del dia 3 d'abril, segons acrediten complidament mitjançant entrega a un Secretari de les perspectives credencials i justificants de la seua personalitat, amb l'objectiu de constituir un nou Ajuntament del municipi, segons el procediment establit a l'efecte en l'article 28 de la Llei electoral de 17 de juliol de 1978. Es va procedir a constituir la Mesa d'edat, per la qual el Secretari va comprovar l'edat dels reunits i resultant ser D. Ramón Marco Tortajada el de més edat i D. Serafín Marco Valls el més jove entre els assistents, es va requerir a ambdós perquè formaren la citada Mesa, junt amb el que subscriu, actuant com a Secretari. A continuació es va procedir a la constitució del nou Ajuntament; iniciant-se l'acte amb la lectura dels noms dels regidors elegits per este municipi que figuren en la certificació remesa per la Junta Electoral de Zona, essent responent el nomenament per tots els assistents la totalitat que, respecte al total elegit de tretze, formen la majoria absoluta exigida legalment per a la constitució de l'Ajuntament. El senyor de la Mesa, el Sr. Marco Tortajada va declarar oficialment constituït el nou Ajuntament.
Per a l'elecció de l'alcalde-president es va obrir la presentació de les candidatures on van eixir representats els partits següents: UCD, PSOE, AI, CMCPV-OEC, PCPV. Seguidament es va obrir una votació per mitjà de paperetes que els senyors regidors anaven entregant a la presidència i als membres d'esta depositant-les en una urna. UCD va treure 6 vots; PSOE va treure 3 vots i AI va treure 2 vots. L'alcalde va ser Benjamín March Civera membre d'UCD.

## Població
Compta el 2003 amb un total de 14.333 habitants, dels quals 7.344 són hòmens i 6.989 dones.
Ha experimentat un creixement lent però continuat al llarg del segle xx, i eixa tendència només es trenca entre els anys 1950 i 1960 a causa de la segregació de l'Eliana. El 1900, la Pobla tenia 3.491 habitants, al 1910 4.035, al 1920 4.327, al 1930 4.775, al 1940 5.404, al 1950 5.864, al 1960 4.912, al 1970 5.626, al 1981 7.054 i al 1991 8.085.
Ha tingut una acceleració de l'augment de població des de mitjan dècada dels anys noranta. Així, el 1996 hi havia 9.871 habitants, al 1998 10.563, al 1999 11.112, al 2000 11.757, al 2001 12.301 i al 2002 13.068. Eixe increment de la població s'ha produït, sobretot, a causa de la creació de noves zones residencials, com ara la urbanització Camp de Túria. A partir del nou segle la població de la localitat ha sofrit un canvi notable i l'última estadística de 2008 exposa que ja són 19.540 habitants.

## La Pobla de Vallbona. Ciutat
La Pobla de Vallbona s'ha convertit en ciutat, després de superar els 20.000 habitants, en concret 20.431, segons les xifres oficials de l'Institut Nacional d'Estadística (INE) i la seua publicació en el Butlletí Oficial de l'Estat (BOE). Això va a suposar una sèrie de canvis de caràcter polític i administratiu, que l'Ajuntament de la Pobla ja està tramitant perquè siguen efectives quan corresponga.
Un dels canvis és el de la composició aritmètica del ple, que passarà de tenir 17 regidors a comptar amb 21. A més, segons establix la Llei 7/1985, de 2 d'abril, Reguladora de les Bases del Règim Local, que regula l'organització i funcionament de les institucions locals i supramunicipals, l'Ajuntament major de 20.000 habitants deurà assumir la gestió dels serveis de Protecció Civil, la prevenció i extinció d'incendis, la prestació de serveis socials així com les instal·lacions esportives d'ús públic. Un altre aspecte destacat és que la Pobla podrà comptar amb servei nocturn de farmàcia, i amb això els veïns no hauran de desplaçar-se mai a altres localitats en eixe horari. Així, les sis farmàcies existents en la localitat s'alternaran per a donar el servei i que sempre hi haja una farmàcia o altra oberta les 24 hores del dia. L'Ajuntament ja ha iniciat els tràmits perquè així siga.
Dels 20.431 habitants de la Pobla registrats pel INE a 1 de gener de 2009, 10.376 són homes (50,8%), i per altra part, 10.055 són dones (49,2%). L'1 de gener de 2008 l'empadronament municipal assenyalava una població de 19.540 habitants, amb la qual cosa el creixement ha estat de 891 habitants en eixe últim any. Des de l'any 2000 el municipi pràcticament havia doblat la seua població, ja que aquell any l'empadronament era d'11.757 habitants.

## Política i Govern

### Composició de la Corporació Municipal
El Ple de l'Ajuntament està format per 21 regidors. En les eleccions municipals de 26 de maig de 2019 foren elegits 7 regidors de Compromís per la Pobla de Vallbona (Compromís), 6 del Partit Popular (PP), 3 del Partit Socialista del País Valencià-PSOE (PSPV), 2 de Ciutadans - Partit de la Ciutadania (Cs), 1 de Ciudadanos de Urbanizaciones la Pobla de Vallbona (CUPo), 1 de Vox i 1 de Contigo Somos Democracia (Contigo).
| Eleccions municipals de 26 de maig de 2019 - la Pobla de Vallbona |                                                          |                                     |                                     |         |          |          |
| Candidatura | Candidatura                                              | Candidatura                         | Cap de llista                       | Vots    | Vots     | Regidors |
| | Compromís per la Pobla de Vallbona                       |                                     | Josep Vicent Garcia Tamarit         | 3.180   | 27,47%   | 7 (+2)   |
| | Partit Popular                                           |                                     | Mª Carmen Contelles Llopis          | 3.003   | 25,94%   | 6 (-2)   |
| | Partit Socialista del País Valencià-PSOE                 |                                     | Maria Regina Llavata Salavert       | 1.463   | 12,64%   | 3 ()     |
| | Ciutadans - Partit de la Ciutadania                      |                                     | Inmaculada Belenguer López          | 1.159   | 10,01%   | 2 ()     |
| | Ciudadanos de Urbanizaciones la Pobla de Vallbona (CUPo) |                                     | Juan Aguilar Moncayo                | 786     | 6,79%    | 1 (-1)   |
| | Vox                                                      |                                     | Miguel Ángel Huerta Asensio         | 761     | 6,57%    | 1 (+1)   |
| | Contigo Somos Democracia                                 |                                     | Jaime Ruix Serra                    | 605     | 5,23%    | 1 (+1)   |
| | Altres candidatures                                      |                                     |                                     | 618     | 5,31%    | 0 ( -1)  |
| | Vots en blanc                                            |                                     |                                     | 59      | 0,51%    |          |
| Total vots vàlids i regidors | Total vots vàlids i regidors                             | Total vots vàlids i regidors        | Total vots vàlids i regidors        | 11.631  | 100 %    | 21       |
| | Vots nuls                                                | Vots nuls                           | Vots nuls                           | 62      | 0,53%    |          |
| Participació (vots vàlids més nuls) | Participació (vots vàlids més nuls)                      | Participació (vots vàlids més nuls) | Participació (vots vàlids més nuls) | 11.693  | 65,20%** |          |
| Abstenció | Abstenció                                                | Abstenció                           | Abstenció                           | 6.240*  | 34,80%** |          |
| Total cens electoral | Total cens electoral                                     | Total cens electoral                | Total cens electoral                | 17.933* | 100 %**  |          |
| Alcalde: Josep Vicent Garcia Tamarit (Compromís) (15/06/2019) Per majoria absoluta dels vots dels regidors (12 vots: 7 de Compromís, 3 de PSPV, 1 de CUPo i 1 de Contigo) |                                                          |                                     |                                     |         |          |          |
| Fonts: Ministeri de l'Interior, Junta Electoral de Zona de Llíria, Periòdic Ara. (* No són vots sinó electors. ** Percentatge respecte del cens electoral.)               |                                                          |                                     |                                     |         |          |          |

### Alcaldes/esses
Des de 2015 l'alcalde de la Pobla de Vallbona és Josep Vicent Garcia Tamarit (Compromís).
| Període                       | Alcalde o alcaldessa                          | Partit polític | Data de possessió     | Observacions        |
| ----------------------------- | --------------------------------------------- | -------------- | --------------------- | ------------------- |
| 1979–1983                     | Benjamín March Civera                         | UCD            | 19/04/1979            | --                  |
| 1983–1987                     | Vicente Alba Puertes                          | OIV            | 28/05/1983            | --                  |
| 1987–1991                     | Vicente Alba Puertes                          | AP             | 30/06/1987            | --                  |
| 1991–1995                     | Vicente Alba Puertes                          | PP             | 15/06/1991            | --                  |
| 1995–1999                     | Vicente Alba Puertes                          | PP             | 17/06/1995            | --                  |
| 1999–2003                     | Vicente Alba Puertes                          | PP             | 03/07/1999            | --                  |
| 2003–2007                     | Vicente Alba Puertes Guillermo García Báguena | PP PSPV        | 14/06/2003 17/12/2004 | Moció de censura -- |
| 2007–2011                     | María Carmen Contelles Llopis                 | PP             | 16/06/2007            | --                  |
| 2011–2015                     | María Carmen Contelles Llopis                 | PP             | 11/06/2011            | --                  |
| 2015–2019                     | Josep Vicent Garcia i Tamarit                 | Compromís      | 13/06/2015            | --                  |
| 2019-2023                     | Josep Vicent Garcia i Tamarit                 | Compromís      | 15/06/2019            | --                  |
| Des de 2023                   | Abel Martí Cervera                            | PP             | 17/06/2023            | --                  |
| Fonts: Generalitat Valenciana |                                               |                |                       |                     |

#### Alcaldes anteriors
- Pascual Martí Cervera (1912-1914)
- Antonio Camps Ciurana (1926-...)
- Lorenzo Salavert Redondo (1927-1929)
- Heliodoro Cervera Sabater (1931)
- José Domingo Pruñonosa (1931-1936)
- Federico Hurtado Nadal (1936-1937)
- Vicente Pitarch Llopis (1937-1938)
- Nicolás Aliaga Sierra (1938-1938)
- José García Llopis (1938-1939)
- José Miguel Llavata Merenciano (1939-1939, 1950-1952)
- Gabino Campos García (1939-1944)
- Joaquín Aguilar Cervera (1944-1949)
- Claudio Cervera Gómez (1949-1950)
- Francisco Barella Muñoz (1952-1964)
- José Marimón Silvestre (1964-1969)
- Joaquín Tamarit Ciurana (1969-1976)
- José Martí Ángeles (1976-1979)

## Gastronomia
La gastronomia local té les característiques generals a la valenciana, per la proximitat a les hortes i al terme de València capital. Els menjars tenen fort predomini en l'arròs com el plat més generalitzat, ja que es prepara de diferents formes i formes, tant l'arròs amb fesols i naps; arròs amb bledes; arròs en paella, que també en esta modalitat té diverses variants, doncs pot ser arròs amb pollastre, arròs amb pollastre i conill, arròs amb pollastre, conill i ànec. Quant als preparats pastissers estan presents "les tortes cristines", "el braç de gitano", "els pastissets de moniato".

## Economia

### Sector Pirmari

#### Agricultura
La Pobla de Vallbona compta amb 3257 hectàrees, de les quals 11000 fanecades són de regadiu. El riu Túria és el principal recurs fluvial i les séquies Mare, Aguacil, Campes, Primera, Major, Nova i del Chinet o Ginet són les encarregades de regar l'horta del municipi. L'excel·lent ubicació geogràfica sobre terrenys plans i el formidable clima plenament mediterrani, caracteritzat per hiverns tebis i estius calorosos, és apropiat per al cultiu de cítrics com les taronges i les mandarines; de fruites com el meló i el meló d'alger, però sobretot sense oblidar un altre dels productes més cultivats en la zona: la ceba. La població va ser capdavantera durant els anys setanta en les anomenades "guerres agrícoles", durant la conversió de l'agricultura de transició, però en els anys posteriors l'important sector primari del municipi va començar a veure com creixia la motivació pel desenvolupament del sector secundari en tota la comarca, amb noves expectatives econòmiques i un augment dels servicis. Començava així, un nou caminar per a l'agricultura del municipi, donant pas a canvis respecte a la preferència dels productes i a la forma de treballar-los. La "nova" agricultura empra tècniques i instruments que no depenen de l'energia animal ni humana i aconseguixen un màxim aprofitament dels recursos naturals del sòl. A més compta amb un element dinamitzador essencial: l'agroindustria. Entre les característiques principals de l'agricultura actual tenim: el predomini del monocultiu o especialització agrícola, la concentració de mà d'obra especialitzada, una elevada inversió en tecnologia i la no-dependència dels factors naturals. No obstant això, hem de referir-nos també a aquells agricultors que de forma independent continuen treballant en les seues parcel·les el cultiu de productes com pimentons, carabasses, tomates, cacauets, etc. per al consum propi.

### Sector secundari

#### Comerç
La Pobla de Vallbona compta amb més de 600 establiments comercials i de servicis, a més a més del tradicional mercat de dilluns, on es poden comprar tota mena de productes d'alimentació, així com calcer, tèxtil i productes típics d'estos mercats. L'augment de la població els últims anys ha fet que l'activitat comercial del municipi cresqués i es diversifiqués, i avui podem trobar comerços relacionats amb pràcticament tots els sectors. Trobem comerços a pràcticament tots els carrers de la localitat, encara que les zones comercials més representatives són l'avinguda Poeta Llorente, l'avinguda de Cervantes i el carrer Colón. I també trobem a tot el municipi gran quantitat de serveis administratius i financers, bars i cafeteries, restaurants i serveis turístics que fan que el consumidor de la Pobla puga fruir de la millor oferta. L'Ajuntament de La Pobla de Vallbona, a través de la seua Regidoria de Comerç, ha desenvolupat durant l'any 2009 el Pla d'Actuació Comercial del municipi. L'objectiu principal del citat pla és l'elaboració d'un conjunt de mesures i actuacions en l'àrea comercial, encaminades a ordenar de forma tant espacial com sectorial, l'oferta comercial de la ciutat de La Pobla.
La dinamització del xicotet comerç requerix l'aplicació de mesures d'àmbit sectorial i d'àmbit espacial. Per mitjà de les primeres el que es pretén bàsicament és la modernització i especialització del comerç tradicional, a la recerca de la major competitivitat i rendibilitat. Lògicament implica la participació no sols dels comerciants, tant a escala individual com a escala col·lectiva des de les seues pròpies associacions, sinó també del mateix Ajuntament, a la recerca d'ajudes i de l'assessorament necessari a fi de poder adaptar els negocis als nous temps. Un altre factor fonamental per a la dinamització comercial és la consolidació d'un model espacial d'ordenació comercial, a la recerca d'una consecució, consolidació i coordinació d'una xarxa d'enclavaments o xicotetes zones comercials ja existents. El propòsit és acostar als compradors una oferta mínimament diversificada que satisfaça les necessitats de la demanda local.

#### Indústria
La situació geogràfica del nostre municipi, a pocs quilòmetres de les principals vies de comunicació de la nostra comunitat, ha afavorit la creació de polígons industrials i l'assentament en ells de múltiples empreses de distints sectors, encara que predominen les relacionades amb el sector de la construcció i les del sector tecnològic.
La Pobla de Vallbona disposa de diverses eixides a l'Autovia d'Ademús, i des d'ella s'accedix al By Pass, que connecta la nostra comarca amb les autovies cap a Barcelona, Madrid, Albacete i Alacant. A més, estem a 10 km de la ciutat de València, a 12 de l'Aeroport de Manises i a 22 del port de València.
Amb tot això, podem trobar en la Pobla els polígons següents:
- Polígon Industrial MÀS DE TOUS: accessible des de l'eixida 17A de l'Autovia d'Ademús.
- Polígon Industrial IBM: accessible des de l'eixida 17A de l'Autovia d'Ademús.
- Polígon Industrial GUTEMBERG: accessible des de l'eixida 17A de l'Autovia d'Ademús.
- Polígon Industrial BARRANQUET: accessible des de l'eixida 17A de l'autovia d'Ademús.
- Polígon Industrial CASA BLANCA: accessible des de l'eixida 18 de l'Autovia d'Ademús.
- Polígon Industrial MAQUIVA: accessible des de l'eixida 18 de l'Autovia d'Ademús.
- Polígon Industrial SANT JOSEP: accessible des de l'eixida 18 de l'Autovia d'Ademús.

### Sector Terciari

#### Turisme
La Pobla de Vallbona és un municipi valencià, localitzat en la comarca de Camp de Túria amb una població que supera els 20.000 habitants (2008). Les seues bones comunicacions a través de l'Autovia CV-35 i els recursos turístics de què disposa fan d'este municipi un lloc idoni per a fer excursions o inclús per a establir la residència habitual, tal com han fet més de la mitat dels habitants actuals del municipi que residixen en un total de 34 urbanitzacions residencials repartides en tot el terme municipal.

## Festes locals
- Sant Antoni Abat. Se celebra el 17 de gener amb la tradicional benedicció dels animals. Es passeja pel carrer de Sant Antoni (patró del poble) als animals i se'ls porta als peus del sant, on un capellà els beneïx. D'esta manera, el sant els concedix bona salut i els ompli de benediccions. Celebració de la festa amb "despertà", cercavila, missa, traques, paelles, cucanyes, processó i castell de focs artificials.

- Sant Sebastià. Durant els día 20 i 21 de gener se celebren les Festes Patronals en el seu honor. El primer dia de les festes, es realitza el trasllat del sant a l'ermita per mitjà d'una romeria precedida d'un carruatge ple de "murta", seguit per la banda de cornetes i tambors que encapçala a la comitiva i a les autoritats civils, militars i eclesiàstiques. Una vegada en l'ermita, se celebra una missa solemne i quan finalitza, es trasllada novament el sant a la seua parròquia, acompanyat de xicotetes "mascletaes". A poqueta nit es realitza, durant els dos dies, una processó pels carrers de la població i en finalitzar té lloc el castell de focs artificials.

- Falles. Se celebren del 12 al 19 de març. Celebració de les falles. Les set comissions falleres del poble alcen els seus monuments fallers en els carrers del municipi fins al dia de Sant Josep que són past de les flames. Sant Josep: Culminació de les falles amb la cremada. En l'any 1972 va ser quan va néixer la primera falla en la població plantada el col·legi Sant Rafael, eixe col·legi, doncs, ha tingut continuïtat en plantar una falla de caràcter escolar, pionera perquè altres col·legis de la població s'afegiren a la iniciativa. Les falles són: Falla Plaça de L'Hort (1977), Falla Plaça de Sant Jaume (1978-1979), Falla Trinquet (1978-1979), Falla Jose Antonio (1978-1979), Falla Plaça del Mercat (1995), Falla Cervantes (1986) i Falla Mas de Tous (2016).

- Verge del Roser. Se celebra els dies 6 i 7 d'octubre. Les festes comencen amb el trasllat tradicional de la verge des de l'ermita de la Mare de Déu de l'Abundància fins a la parròquia de la Santíssima Trinidad la nit anterior a la festivitat. Durant els dos dies festius, tenen lloc cercaviles i processons a què assistixen les reines de les festes i les falleres d'honor acompanyades de la Mare de Déu del Rosari i de la Santíssima Trinitat.

- Verge del Pilar. Se celebra el 12 d'octubre. En les festes del Pilar tenen lloc un nombre d'events festius organitzats per l'Ajuntament de la població.

- Sant Josep Obrer. Se celebra el dia 1 de maig en el Barri Sant Josep. Al Barri Sant Josep es realitzen actes durant el 29 de maig cap avant, amb l'ofrena al sant. El dia 1 es realitza una missa i es fa una "mascletà". A la nit els festers del barri treuen el sant pels carrers del mateix barri, i per a finalitzar amb el dia gran del Barri Sant Josep es disparen focs artificials.

- Setmana Cultural. Se celebren de l'1 al 15 d'agost. On s'organitzen activitats de caràcter cultural, exposicions de caràcter divers, teatre, mercats medievals, tallers, cursos, conferències, concerts, etc.

- 9 d'octubre. Dia del País Valencià. Des de l'any 2015 es realitza una processo cívica que recorre el carrer Poeta Llorente fins a arribar a la Casa de la Cultura. La processó cívica està encapçalada per l'entrada del Rei Jaume I i la seua cort. La segueixen les organitzacions polítiques i culturals del municipi. A més, s'organitza un mercat medieval que s'encarrega de dinamitzar els dies festius amb recreacions històrics de l'època medieval. No obstant això, és costum des de fa uns anys ençà la celebració de la Mocadorà de Sant Donís, l'equivalent valencià al dia dels enamorats valencians.

## Monuments
- Ermita de Sant Sebastià. L'actual ermita de Sant Sebastià es troba localitzada a prop del Calvari de la Pobla de Vallbona i presidix una espècie de plaça amb una font i la imatge del Sant Màrtir al centre.

- Ermita Mas de Tous. Dedicada al Sagrat Cor de Jesús. És de planta rectangular i de terra de rajoles. Sòcol de taulells, volta de canó, i una parella d'esveltes col·lumnes exemptes, amb capitells corintis i daurats sostenen el cornissament i, sobre ell, l'arc faixó amb l'intradós decorat. La façana és de maçoneria amb juntes en les pedres ben retallades.

- Església Sant Jaume Apòstol. Dedicada a l'apòstol Sant Jaume (Santiago). Edifici d'estil gòtic que té diverses èpoques: segle xv i XVII. Está decorada amb pintures al fresc i al retaule (Retaule de les ànimes i el de Santiago). Més avançat el temps s'incorporaren elements d'estil neoclàssic-corinti.

- Església de la Santíssima Trinitat i Sant Josep. Inaugurada el 24 de març de 1957 davant els ulls del seu promotor don Joaquín Barberá Barberá. L'obra va ser promoguda pel rector esmentat adés i construïda pels veïns de "Les Ventes". Es va decidir construir una nova església substituint a l'anterior que estava quasi en runes després de la Guerra Civil espanyola.

- Casa Blanca. Un altre edifici conegut i característic de La Pobla de Vallbona era la Casa Blanca que pertanyia a una família provinent d'una altra població. Pel que fa a eixe assumpte, les persones entrevistades recorden certs fets anecdòtics com que les senyoretes baixaven al poble passejant a cavall, així com els concursos agropecuaris que es realitzaven en la casa. Després va ser propietat d'un militar i l'any 1946 se celebrà un concurs en el qual hi va haver tir i arrossegament a càrrec del “tio Doro i Cabassots” que estaven a l'Institut de Colonització de València i aconseguiren fons per a portar-lo a terme, i este concurs tenia altres parts com: Cant, en el que va guanyar una dona, coneguda de malnom com “La Rilla”, encaixar sebes, que tornà a guanyar “la Rilla” en companyia d'una altra parella, presentar animals de qualitat, mostrar la millor hortalissa, en general de tot allò que es relacionava amb l'horta,... Tenim constància que només es va celebrar una vegada. Com a fet anecdòtic: el fill del “Abuelo Cotxero” tenia este que s'anomenaven curiosament “Blava” i “Rogante” que guanyaren el concurs junt amb “Leona”. Després de la Guerra Civil, la casa va esser utilitzada com a magatzem d'aliments per a l'exèrcit.

- Casa Bernal. Al carrer Poeta Llorente trobem la Casa Bernal, un altre dels edificis d'importància històrica de la població al costat de l'església de la Santíssima Trinitat i Sant Josep. L'origen de l'edifici és d'època romana però la seua situació és deguda al fet que allí estava el camí original d'Edeta a Cabrassia i Dénia. L'edifici actual és el resultat de diverses reformes d'adaptació a cada temps. L'edifici dels segles XIV-XVI estigué abandonat perquè estava en runes i va desaparèixer. Posteriorment el construïren com a masia agrícola, i ja en el segle xix es va convertir en la casa que coneguem en els nostres dies, com a casa de la família Bernal. En temps de guerra va ésser ocupada per diversos col·lectius i tingué diverses utilitats. Quan va finalitzar la guerra passà de nou als seus propietaris originals. 
Els amos de la casa van ser: Filomena Bernal Gutiérrez i el poeta Teodor Llorente. Rosario García i José Mestre s'encarregaven dels manteniments de la casa i de les terres, eren arrendataris històrics. Els amos només venien en dades senyalades. Teodor Llorente organitzava reunions i tertúlies amb personatges coneguts de l'àmbit cultural de l'època. Actualment una bona part de la casa és propietat de l'Ajuntament que l'ha adquirida i a l'altra part residix Donya Consuelo Crespo Contelles, que estava casada amb Don Federico Mestre. Sota el manteniment de la casa que es troba al cantó vivia un estatger conegut amb el nom de Bautista Picher. Antigament a la casa Bernal hi havia cavalls de refresc, els quals estaven a disposició dels vianants que venien de terres llunyanes. Com és lògic, eixe era el mitjà més comú a l'època que tractem. 
Quant a la decoració interior, destaquen els murals de taulellets que hi ha a la paret esquerra, de Santa Filomena i a la dreta un altre de Sant Josep. Davant la casa hi havia dos bancs de pedra i Don Joaquim Barberà va aprofitar l'amistat que tenia amb Donya Filomena per a demanar-li que donara els bancs per a l'església. En l'actualitat constituïxen els esglaons de les tres portes principals d'esta església.

- Casa Gran. La Pobla de Vallbona compta amb un Museu Etnològic conegut com la “Casa Gran”. La “Casa Gran” és un edifici propietat de l'Ajuntament que ha gaudit d'un procés de rehabilitació per mitjà de diverses subvencions i projectes formatius com “Escoles Taller” o “Tallers d'Ocupació” amb l'objectiu de construir un Museu Etnogràfic Local. Antigament, es tractava d'una casa de llauradors adinerats del segle xviii i XIX localitzada al carrer Sant Antoni. Inclou estructures annexes relacionades amb les activitats econòmiques (quadra, almàssera, trulls, etc.). 
Els propietaris eren coneguts al poble com els “Senyorets” que s'anomenaven Francisco Iranzo Benedito i Donya Pura Mata Máñez. Posseïen gran quantitat de propietats, tenim constància de l'existència de terres de secà situades en territoris de muntanya i terres de regadiu que es localitzaven en zones pròximes al nucli de la població. Esta família obtenia la majoria dels seus beneficis dels fruits obtinguts per les terres de secà, perquè eren més abundants que les de regadiu, així es convertia en una família respectada i amb una alta consideració social per tota la població. 
Els propietaris no vivien de forma habitual a la casa, és a dir, la freqüentaven en ocasions específiques. La casa era habitada durant tot l'any per la família dels estatgers que vivien a la planta baixa. No tenien accés al primer pis que estava tancat amb claus pels propietaris; per tant, la zona dels propietaris era considearda per la família dels estatgers com un santuari que només accedien per a netejar-lo quan s'aproximava una visita dels “Senyorets”. La família dels estatgers la componia Gavino i la seua esposa i els seus fills. Estos vivien amb els criats, tenien referències que no eren de la localitat sinó que procedien de València i que ambdós vivien de forma permanent a la casa junt amb un xòfer, durant l'època en què els amos disposaven de cotxe, un dels pocs que existien en aquell temps a la població. L'últim estatger conegut de la Casa Gran va ser José Campos Ferrandis i posteriorment, la casa passà a ser propietat de l'Ajuntament. 
L'edifici tenia un doble ús: com a habitatge i com a centre neuràlgic de producció de vi i oli. Per a donar este servici disposava d'una almàssera i tres trulls, per tant, tenia un ús privat i un ús públic, ja que la gent del poble anava per elaborar oli i vi. Hi havia altres trulls de ponts d'ús públic: un al carrer Reverendo Miguel Tarín, un altre al carrer del Saquet i l'altre al carrer Jesús Pitarch.

## Patrimoni rural
- Col·lecció Objectes Etnològics. El Museu Etnològic de la Casa Gran posseïx una col·lecció d'objectes de caràcter etnogràfic compost pels múltiples i variades peses que formaren part de la societat del poble en èpoques passades. La major part d'estos materials han conviscut amb la població fins a la meitat del segle passat.

- Catxirulos. La localitat també es pot destacar l'existència de “Catxirulos”. Va ser després de la conquesta cristiana quan la ramaderia començà a produir un impacte paisatgístic en determinades comarques, semblant en intensitat al produït per l'agricultura. D'ací que per a resguardar-se de les inclemències del temps, els pastors construïen refugis o “catxirulos”. El seu origen data aproximadament del segle xvi. La característica comuna és la utilització de la tècnica de pedra seca, és a dir, la selecció i la col·locació de pedres sense tallar, unides sense argamassa, ordenades sobre un terreny de difícil orografia. Les tècniques constructives s'adapten a les característiques de la construcció, de l'orografia i a les preferències del constructor. La tipologia més comuna és de planta circular, quadrangular o rectangular, amb una obertura sense tancar com accés, que constituïx l'únic punt de la il·luminació i ventilació. Sense llar ni xemeneia interior, estes construccions estan orientades cap al sud o l'est per a protegir-se del fred i dels vents de la muntanya. Sol tindre una alçada de metre i mig i una amplària de tres metres i mig. Es tanquen per una falsa volta. L'origen d'este tipus constructiu podria ésser de tradició neolítica mediterrània i s'ha mantingut viu al llarg dels segles.

Algunes d'estes construccions són:
Catxirulo del Garroferal Clar, Catxirulo de la Maquiva, Catxirulo del Tos Pelat, Catxirulo de la Sima, un altre Catxirulo està situat a la carretera que baixa de la Casa Blanca, un altre a la “Canyadeta dels Panissos” o “Canyada del Gallo”, en el “Forcall”, i en el parany del “Cario”.
- Masies. Altres construccions característiques que podem trobar en La Pobla de Vallbona són les masies i les més recordades pels ciutadans són: el “Mas Nou” o “Mas de la Trinitat” i el “Mas de Tous” o “Villa Flora”. En direcció a L'Eliana, es troba el “Mas de la Lloca” o “Mas del Bobo”, al costat de la depuradora. Prop trobem l'anomenada “Torre del Virrei”. La “senyoreta” que vivia en la dita torre era neboda del Poeta Querol i, pel que pareix, segons les fonts, les seues possessions foren requisades. El fet que les vies del tren passen per eixa zona es deu a facilitar el transport de les mercaderies cap a València per petició dels senyors feudals de la “Torre del Virrei” i del “Mas de la Lloca”.

## Patrimoni Arqueològic
En el terme de La Pobla de Vallbona s'han trobat vestigis fins època romana, com són algunes monedes i, vora la carretera de València, en el kilòmetre 21, en uns camps de la partida de la Rascanya, on es troben ceràmiques abundants. S'iniciaren unes obres de prospecció on un senyor, anomenat Montañana, va recollir sigil·lata hispànica, abundant fragments de vaixelles, un pondus i un taulell romboïdal. Les tasques fetes de rompuda de terres per a transformació de secà en regadiu destruïren els fonaments d'antigues construccions. Probablement es tractava d'alguna vila romana. Un dels descobriments més importants en 1965 va ser realitzada per Enrique Pla, que va realitzar una altra visita, trobant una espècie de pila de pedra.
Existixen també vestigis d'un llarg aqüeducte que, procedent de Benaguasil, es dirigix, després de travessar el terme de la Pobla, cap a Paterna segons alguns autors, i segons altres cap a Bétera.

## Arxiu Històric: Col·lecció Danvila
L'any 2004 l'Ajuntament de la Pobla de Vallbona es va fer càrrec per donació d'un particular d'una important quantitat de documentació antiga que corresponia a l'arxiu familiar de la família Danvila. L'últim dels Danvila, August, que va morir el 1935, residí al Mas de Tous de la Pobla de Vallbona i a la seua mort va deixar l'arxiu municipal. La documentació que compon l'arxiu de la família Danvila conté documents que van des del 1600 fins als primers anys del segle xx. La seua importància des d'un punt de vista històric actual manté interessos diversos. El motiu de la generació de gran part de la documentació i de la seua conservació, a falta de confirmar la hipòtesi, són els processos oberts durant el segle xvii que afecten la successió dels Vilarrassa-Solsona, i que són també els anys de fundació del vincle familiar i el moment en què més propietats s'incorporen al seu patrimoni. En total estem parlant d'unes 3000 unitats documentals, amb una cronologia que comprén quatre segles i que permet reconstruir diverses estratègies personals i familiars d'un llinatge important de la noblesa valenciana. Per a l'arxiu de la Pobla de Vallbona la conservació i difusió d'este fons té una doble importància: d'una banda els seus valors històrics intrínsecs que van units a una família que des del segle xvii manté una important possessió en el terme municipal, el Mas de Tous, i que quan el patrimoni va entrar en crisi serà el refugi de l'últim dels Danvila. En segon lloc manté la importància de ser la documentació més antiga que es conserva a l'Arxiu Municipal de la Pobla de Vallbona, ja que va ser destruït durant la revolució de 1936. Tampoc altres arxius conserven molta documentació referida al municipi, perquè la riuada de València de 1957 va acabar bona part de la documentació de l'arxiu central de Governació. Finalment, en la col·lecció trobem també documents relatius a altres municipis o a la ciutat de València, per la qual cosa l'interés de la seua preservació transcendix l'àmbit local i és mereixedor en qualsevol cas de totes aquelles actuacions que garantisquen tant la seua correcta conservació com la seua adequada difusió.

## Patrimoni natural: Paisatge Natural Municipal La manegueta
El Paisatge Natural Municipal de “La manegueta”, ubicat en el Terme municipal de La Pobla de Vallbona i limitant amb les localitats de Bétera i Serra, és un espai forestal d'unes 11 Ha amb forma circular característic de bosc mediterrani. El recorregut d'esta senda comença junt amb el berenador de l'àrea recreativa, una vegada hem abandonat la senda adaptada que connecta este amb l'aparcament, la font i els servicis. Ja des del començament podem trobar-nos amb un exemple de bosc mediterrani on predomina el patrimoni natural.
El que crida l'atenció en començar el recorregut és el tractament silvícola que s'ha realitzat recentment en este primer tram del recorregut, que permet observar una profunditat del bosc amb predomini de pins i a penes sotabosc. Avancem per una senda de terra i pedres d'uns dos metres i mig d'amplària fins a arribar a una zona en què comença a ser molt més dens el fullatge i on ens desviem a la dreta cap a la zona sud del paisatge. Continuem avançant entre pins i restes de pedres acumulades en alguns espais i avançant fins a aconseguir l'extrem sud del paratge, on ens trobem un molló de termes d'uns dos metres i mig d'altura i de forma cònica. Encara que està un poc desplaçat de l'actual divisòria dels termes municipals és clarament un tricini perquè indica que dividix els termes de la Pobla de Vallbona, Bétera i Serra. En eixe punt fan un canvi per a anar cap al nord de l'espai per una senda més estret (metre-metre i mig) que discorre paral·lel a un camí de pas, junt amb el que trobem un element hidràulic en desús, una bomba situada sobre una superfície de formigó a més de huit metres d'altura que serviria per a la bassa de regants de Bétera que hi ha més avant.

## Esports
- Futbol. La Pobla de Vallbona compta amb un club amb mitg segle d'història, l'Atlètic Vallbonense, el qual és molt reconegut per tota la comarca, ja que té diversos equips en les categories inferiors que han aconseguit moltes lligues. Sense dubte el primer equip del Vallbonense ha sofrit un canvi espectacular ascendint a poc a poc de categories menors fins a estancar-se encara en primera regional. Cal remarcar que l'Atlètic Vallbonense, que estava en preferent, el dia 23 de juny de 2002 el primer equip jugà el partit més important de la història del club, disputant un partit de promoció, (ja que havia quedat entre els dos primers la temporada 2001-2002) contra el Dénia. Vallbonense va perdre i el Dénia (que ara està en 2B) pogué estar en tercera divisió la temporada següent. El 8 de maig de 2010 el primer equip del municipi va aconseguir l'ascens matemàtic per a jugar la temporada 2010/11 en Preferent després de quatre anys esperant el moment més desitjat per al club. Aquell dia es va enfrontar amb l'Alaquas, resultat final de 3-3, que va sobrar perquè es proclamara equip de Preferent.
- Bàsquet. El Club de Bàsquet La Pobla compta amb una escola totalment fundada l'any 1987/88. Ha sabut realitzar ascensos importants per a convertir-se en un club reconegut. L'escola de bàsquet es va fundar gràcies a les figueres locals, Vicent, Narcís, Miguel Coll, Pepe García i Toni Crespo.
- Trinquet. La Pobla compta amb nombrosos jugadors de Trinquet i els més famosos són Hèctor Coll Sebastià (Colau) i Pasqual Balaguer Castillo (Pasqual II). Compta també amb un trinquet totalment remodelat. I durant l'any es juguen partides d'equips dels casals fallers.
- Ciclisme. La Penya Ciclista de la Pobla es van fundar l'any 1978 per iniciativa d'un grup d'aficionats. Eixa concentració va fer que cada diumenge es concentren en la bàscula de la localitat per fer la ruta del matí. L'any 1983 es va engrandir el grup i es va crear l'associació i els seus estatuts. Actualment la Penya Ciclista ha traspassat els 150 socis i és una important associació ciclista en l'àmbit comarcal. La Penya Ciclista de la Pobla es caracteritza per organitzar l'eixida a Terol on participen nombrosos socis de la penya. També és responsable d'organitzar, tots els anys, diverses curses ciclistes en la població. El Dia de la Bicicleta, és el dia més important de la festa d'eixe esport en la localitat, ja que reunix quasi un miler de participants, aconseguint l'any 2007, en la sisena celebració de la diada, uns 600 participants. En els últims anys la Penya Ciclista ha assumit un compromís especial amb els més joves, inaugurant l'Escola de Ciclisme ja fa diverses temporades, per a xiquets i xiquetes de 6 a 14 anys, que es porta a cap al Circuit Municipal de Ciclisme.

## Agermanaments
- Miño[16]

## Poblans cèlebres
- José Peris Carra. (1850-1926). Metge.
- Augusto Danvila y Jaldero (1853-1935). Advocat.
- Francisco Cervera Tamarit. (1858-1926) Bisbe.
- Guillermo Roch Giner. (1867-1946). Militar.
- Rafael Plasencia Martí. (1870-1926). Músic.
- José Domingo Pruñonosa. (1873-1951). Enginyer i polític.
- Jesús Pitarch Llopis (1898-1986). Militar.
- Benjamín Civera Miralles. (1905-...). Canonge.
- Joaquín Barberá Barberá. Capellà.
- Juan Zamora Rodrigo. (1900-1970). Metge.
- Miguel Balaguer Sanz, Canya (1922-2006). Pilotari.
- Vicente Llavata Pitarch. (1935-2013) Cronista.
- Leandre Picher Buenaventura (1945). Polític.
- José Balaguer Berga (1950). Futbolista.
- Francesc Crespo Navarro (1951). Pintor.
- Jesús García Pitarch Suso. (1963). Futbolista.
- Luís Gil Torres (1976-2024). Futbolista.
- Pepa Crespo Balaguer (1978). Futbolista.
- Àngel Carreras Devís (1978). Pintor i dibuixant.
- Hèctor Coll Sebastià Colau (1982). Pilotari.
- Pasqual Balaguer Castillo Pasqual II (1983). Pilotari
- Josep Jorge i Fernández (1990). Historiador i escriptor.
- Raúl Martí Durà (1990). Jugador de boccia
- Jorge Navarro Sánchez (1995). Pilot de motos.
- Antonio Latorre Grueso Lato (1997). Futbolista.
- Mireia Martínez López (2005). Gimnasta.